# Ambitle
Ambitle est une île volcanique de Papouasie-Nouvelle-Guinée, qui forme avec Babase le groupe des îles Feni, dans l'archipel Bismarck.

## Géographie
Elle se trouve dans l'océan Pacifique, au sud-est de la Nouvelle-Irlande, à laquelle elle est rattachée administrativement au sein de la province de Nouvelle-Irlande. Géologiquement, il s'agit d'un stratovolcan qui s'élève jusqu'à 450 mètres au-dessus du niveau de la mer, et dont la dernière éruption, d'après la datation par le carbone 14, remonte à 350 av. J.-C. Plusieurs sources chaudes jaillissent à l'intérieur de sa caldeira, large d'environ trois kilomètres, ainsi que parmi les récifs coralliens de la côte ouest de l'île.

## Traces humaines préhistoriques
Des tessons et éclats d’obsidienne préhistoriques ont été trouvées sur le site de Malekolon, au nord de l’île, en septembre 1969. 